# ولاد (فیلم)
ولاد (به انگلیسی: Vlad) فیلمی محصول سال ۲۰۰۳ و به کارگردانی مایکل دی سلرز است. در این فیلم بازیگرانی همچون فرانچسکو کوئین، بیلی زین، براد دوریف، کم هسکین، امیل هشتینا، گای سینر، جان ریس-دیویس، آدریان پینتئا و کلاودیو بلئونتس ایفای نقش کرده‌اند.